# たまごっちのプチプチおみせっち おまちど〜さま!
『たまごっちのプチプチおみせっち おまちど〜さま!』は、バンダイナムコエンターテインメントより2025年6月26日に発売されたNintendo Switch用ゲームソフト。Nintendo Switch 2向けの『たまごっちのプチプチおみせっち おまちど〜さま! Nintendo Switch 2 Edition』も同日発売。

## 概要
お店屋さんごっこを題材にしたたまごっちでおみせっちシリーズの新作としては2017年発売の『たまごっちのプチプチおみせっち〜にんきのおみせあつめました〜』以来8年ぶり、3D路線のおみせっちとしては2013年発売の『たまごっちのドキドキ☆ドリームおみせっち』以来12年ぶり、HD画質のたまごっちの家庭用ゲーム及びおみせっちシリーズとしては初となる。
2025年3月27日配信の「Nintendo Direct 2025.3.27」内で発表された。
本作の舞台はたまひこタウンでガレット屋さんなどの新規のお店が登場。
みーつ以降出身のたまごっちがおみせっちシリーズおよび家庭用ゲームに初登場。
『Tamagotchi Uni』を連動するとお客が登場したり、非売品の思い出フォトやごっちがもらえる。